# Adhemar Serpa
Adhemar Ferreira Serpa (Rio de Janeiro, 7 ottobre 1898 – Rio de Janeiro, 4 novembre 1978) è stato un pallanuotista brasiliano.
È stato membro del Brasile di pallanuoto che ha partecipato ai Giochi di Los Angeles 1932, classificandosi al quinto posto.